# Stacy Martin

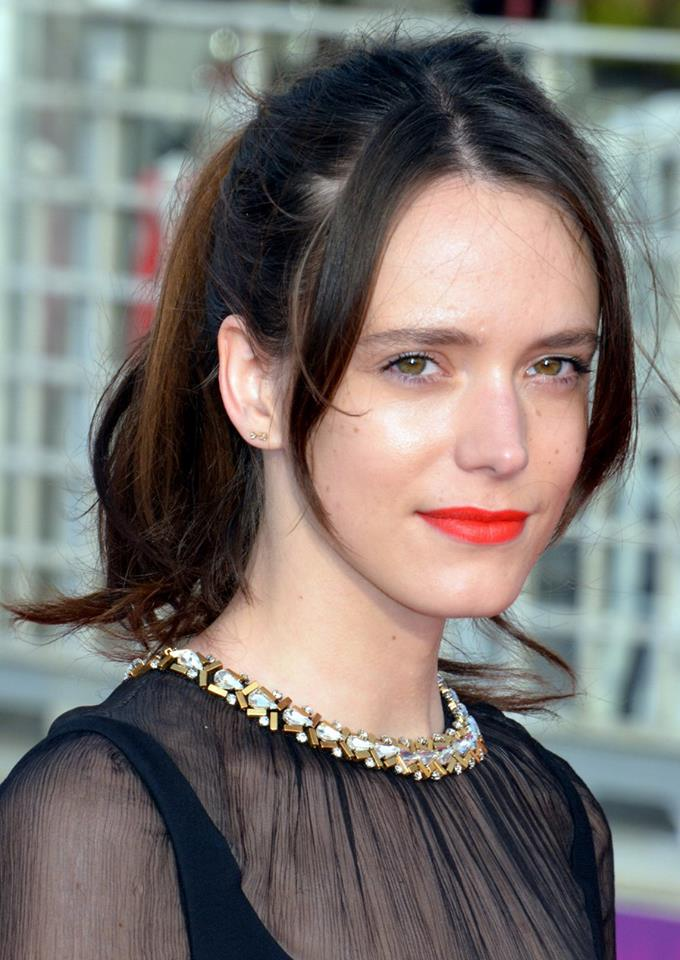
Stacy Martin (2018)

Stacy Martin (* 20. März 1990 in Paris) ist eine französisch-britische Schauspielerin.

## Leben
Martin ist die Tochter einer Britin und eines Franzosen aus dem Département Maine-et-Loire.
2013 debütierte sie in Lars von Triers Erotik-Drama Nymphomaniac, in dem sie die junge Version der Hauptfigur Joe, die in der älteren Version von Charlotte Gainsbourg gespielt wird, verkörpert.

## Filmografie (Auswahl)
- 2013: Nymphomaniac
- 2015: Subjective Reality (Kurzfilm)
- 2015: Das Märchen der Märchen (Il racconto dei racconti)
- 2015: La dame dans l’auto avec des lunettes et un fusil
- 2015: Taj Mahal
- 2015: The Childhood of a Leader
- 2015: High-Rise
- 2015: Winter
- 2017: The Last Photograph
- 2017: Le redoutable
- 2017: Alles Geld der Welt (All the Money in the World)
- 2018: Leading Lady Parts (Fernsehkurzfilm)
- 2018: Treat Me Like Fire (Joueurs)
- 2018: Rosy
- 2018: Vox Lux
- 2018: Mein Leben mit Amanda (Amanda)
- 2019: Casanova, Last Love (Dernier amour)
- 2020: The Evening Hour
- 2020: The House at Night (The Night House)
- 2020: Archive
- 2020: Lovers – Die Liebenden (Amants)
- 2021: Die Schlange (The Serpent, Miniserie, 3 Episoden)
- 2021: Die wundersame Welt des Louis Wain (The Electrical Life of Louis Wain)
- 2022: I Love Greece
- 2023: La Graine
- 2023: Die Bonnards – Malen und lieben (Bonnard, Pierre et Marthe)
- 2024: Le Molière imaginaire
- 2024: Der Brutalist (The Brutalist)
- 2025: Islands